# Indépendance galloise

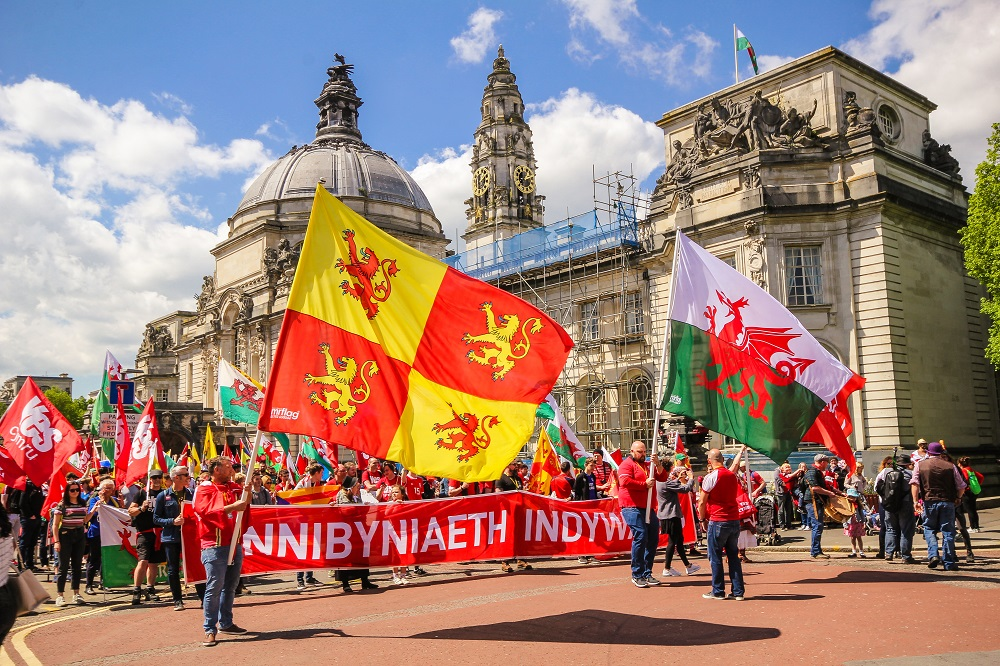
Marche pour l'indépendance du pays de Galles organisée à Cardiff, mai 2019

L'indépendance galloise est le mouvement du pays de Galles vers la souveraineté et le contrôle politique total du pays de Galles.

## Les sujets de discussion

### Problèmes de Westminster
Depuis les élections générales de 2019, 40 des 650 sièges de la Chambre des communes se trouvent au pays de Galles.
Les propositions révélées par la Commission des frontières en 2020 réduiraient le nombre de sièges gallois de 40 à 32 dans le cadre des efforts visant à égaliser la taille des circonscriptions.
Les partisans de l'indépendance du pays de Galles citent souvent le petit nombre de sièges au pays de Galles pour justifier l'indépendance. Ils estiment que cela limite la capacité du pays de Galles à contribuer à la prise de décisions politiques au sein du Royaume-Uni,,.
Le mécontentement à l'égard de la Chambre des Lords, où les membres sont nommés plutôt qu'élus, a également été cité comme une raison en faveur de l'indépendance,,.
D'autres critiques du système de Westminster comprennent :
- Le gouvernement de Westminster n’est pas nécessairement celui pour lequel le pays de Galles a voté
- Le système de vote majoritaire à un tour à Westminster garantit qu'un parti peut obtenir la majorité avec seulement trois électeurs sur dix.
- Le manque d'intérêt de Westminster pour les questions galloises et le manque d'investissement au pays de Galles
- Les pouvoirs de décentralisation du pays de Galles sont limités et le gouvernement britannique refuse d'accorder davantage de décentralisation, par exemple la décentralisation des droits des passagers aériens.
- Plus de 200 questions gouvernementales sont décidées en dehors du pays de Galles, par exemple le développement de la production d'énergie et de la radiodiffusion.
- Sans voix dans les guerres étrangères
- Westminster conserve la souveraineté parlementaire et les pouvoirs délégués peuvent être supprimés[3],[4]

### Pouvoirs

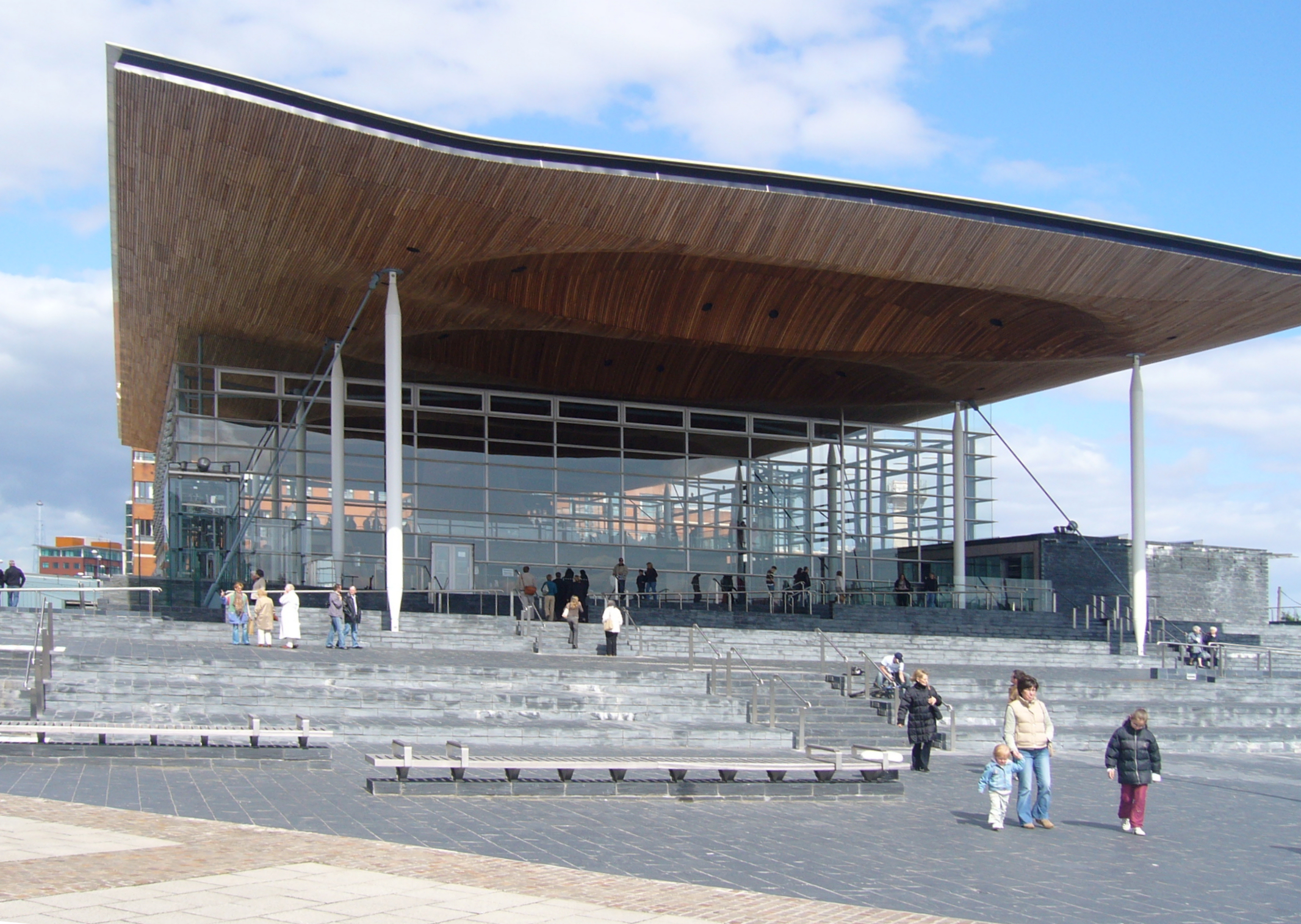
Parlement gallois (Senedd Cymru).

L’un des points centraux avancés par les partisans de l’indépendance est que devenir un pays indépendant permettrait au pays de Galles de prendre ses propres décisions dans des domaines politiques tels que la politique étrangère, la fiscalité et d’autres questions qui n’ont pas été décentralisées,,.

Il a également été suggéré que le gouvernement gallois serait en mesure d'être pleinement responsable d'un pays de Galles indépendant et que seul l'électorat du pays de Galles aurait une représentation politique uniquement et élirait un gouvernement voté uniquement par le pays de Galles,.

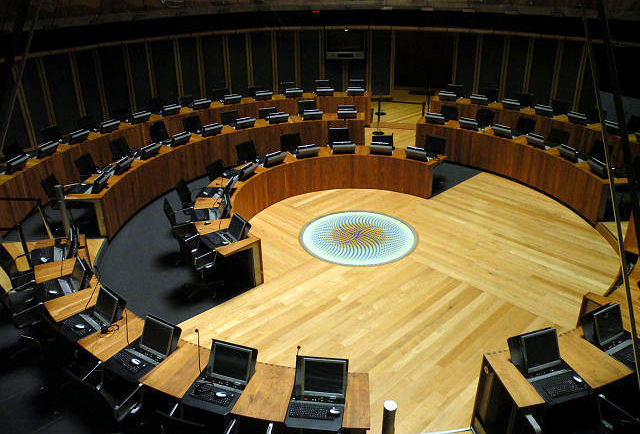
Chambre de débat, Parlement gallois (Senedd Cymru).

 Les autres pouvoirs proposés comprennent :
- La capacité de développer des infrastructures telles que les transports et le haut débit
- La capacité de construire de grands projets énergétiques pour produire de l’électricité qui pourrait être vendue
- Créer une constitution galloise utile, incluant les droits de l'homme et les droits au sein du système judiciaire
- Contrôle du domaine de la Couronne pour fournir des revenus gallois et un potentiel de production d'énergie encore plus verte
- Rendre le pays de Galles plus sûr en se séparant des affaires étrangères britanniques
- Option à inclure dans la zone de voyage commune du Royaume-Uni et de l’Irlande.
- Un système d’immigration dédié[3],[4]

### Économie et commerce
L'indépendance du pays de Galles donnerait également au pays de Galles beaucoup plus de contrôle sur son économie. Les partisans de l’indépendance affirment que cela permettrait au pays de Galles de prospérer en tant que pays indépendant,,.
Les recherches et analyses du professeur John Doyle de l'université de la ville de Dublin ont montré que le solde budgétaire du pays de Galles de 2,6 milliards de livres sterling aux « débuts d'un pays de Galles indépendant » serait d'environ 2,6 milliards de livres sterling, ce qui est bien inférieur au chiffre souvent cité de 13,5 milliards. Cela équivaut à moins de 3,4 % du PIB, contre une moyenne de 3,2 % pour les pays de l'OCDE [Organisation de coopération et de développement économiques] en 2019.
Il a été suggéré que le pays de Galles pourrait s’inspirer du succès de la république d’Irlande après son indépendance du Royaume-Uni. En 1922, l’Irlande était très dépendante financièrement de la Grande-Bretagne. L’Irlande aurait bénéficié de son adhésion à l’UE en 1973 et du Fonds monétaire international et aurait connu une croissance économique connue sous le nom de Tigre celtique à partir des années 1990. Il a également été noté que le pays de Galles était dans une meilleure situation économique que l’Irlande dans les années 1920, lorsqu’elle a obtenu son indépendance.
D'autres arguments économiques avancés en faveur de l'indépendance comprennent :
- Flexibilité économique, plus ouverte au commerce et meilleure adaptation à un choc économique en tant que pays relativement petit, comme le montre l'effet Flottille.
- Contrôle total du pouvoir économique
- Pouvoirs pour emprunter de l’argent
- La possibilité de constituer une banque de développement
- La capacité de développer un taux d’imposition compétitif pour attirer les industries
- Un système de régulation bancaire, conçu pour protéger les citoyens et pas seulement les banques
- S'attaquer au déficit budgétaire du pays de Galles et remodeler l'économie galloise
- Les exportations internes du pays de Galles au Royaume-Uni ne sont pas publiées. Ceux-ci pourraient être importants
- Options de change : livre sterling, livre galloise ou euro, toutes avec des avantages et des inconvénients[3],[4]

## Culture et sport

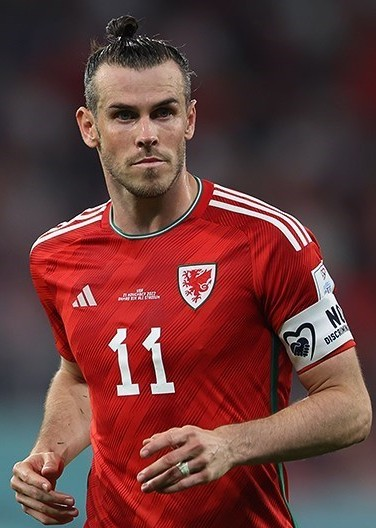
Gareth Bale à la Coupe du Monde de la FIFA

- Pouvoirs pendant les jours fériés, y compris le jour de la Saint-David[8]
- Protéger la culture galloise
- La formation d'une équipe olympique pour le pays de Galles et d'une équipe galloise de cricket qui pourrait être d'un grand bénéfice pour le pays de Galles

- Protéger la langue galloise[3],[4]

## L'Union européenne
En 2021, 44 % étaient favorables à la réunification avec l’Union européenne, contre 38 % contre.

## Soutien
En août 2023, 33% des habitants du pays de Galles soutenaient l'indépendance selon un sondage avec 53% contre et 14% ne sachant pas. Ce chiffre est passé de 12 % en faveur en 2014 à 72 % contre et 10 % incertains.